# Troissy
Troissy település Franciaországban, Marne megyében. Lakosainak száma 802 fő (2022. január 1.). Troissy Verneuil, Dormans, Igny-Comblizy, Mareuil-le-Port, Nesle-le-Repons és Vandières községekkel határos.

## Népesség
A település népessége az elmúlt években az alábbi módon változott:
| Lakosok száma | 803  | 762  | 822  | 828  | 863  | 931  | 829  | 794  | 786  | 802  |
|               | 1968 | 1982 | 1990 | 2006 | 2013 | 2015 | 2017 | 2019 | 2020 | 2022 |